# Mitropa WL 4üm-41
Die WL4üm-41 waren zwei für die Mitropa 1941 hergestellte Schlafwagen.

## Geschichte
Linke-Hofmann erhielt 1937 von der Mitropa den Auftrag zum Bau von Einbettschlafwagen. Ein ähnlicher Auftrag ging an Wegmann & Co., die den Mitropa WL 4üm-41a vorstellten. Durch die lange Entwicklungsphase konnte das Leichtbauprinzip noch nicht komplett umgesetzt werden. Die beiden Wagen erhielten die Nummern 18001 und 18002 und wurden ab Mai 1941 der Erprobung unterzogen. Nr. 18001 wurden durch Kriegseinwirkungen des Zweiten Weltkrieges zerstört. Nr. 18002 wurde nach dem Krieg durch die Mitropa übernommen und war bis 1973 im Einsatz.

## Konstruktive Merkmale
Die 26 Meter langen Fahrzeuge verfügten über einen geschweißten Rahmen. An den Langträgern waren Schürzen angebracht. Die Zugeinrichtung war durchgehend. Die Reibungspuffer waren Bauart Uerdingen mit abgeschrägten und abgeflachten Puffertellern.
Die Drehgestelle waren in der Bauart „Görlitz III schwer“ ausgeführt. Die Radsätze waren vierfach gefedert und besaßen Rollenlager. Die Wagen verfügten über eine Kunze-Knorr-Bremse und eine nichtselbstständige Henry-Bremse. Handbremsen befanden sich an den Wagenenden.
Der Wagenkasten war eine Schweißkonstruktion. Die Wagenkastenenden waren windschnittig ausgeführt. Die Fenster und Türen waren mit der Seitenwand in einer Ebene angeordnet. Zur Vermeidung von Luftwirbel waren die Wagenenden an den Kopfstücken verlängert.
Die Wagen verfügten über 10 Einbettabteile der 2. Klasse und vier Abteile der 1. Klasse. Letztere konnten doppelt belegt werden und wurden dann in die 2. Klasse eingeordnet. Die Räume sowie der Seitengang lagen in einer Ebene. Die Wände der 1. Klasse waren mit Kirschbaumholz und die der 2. Klasse mit Sapeli-Mahagoni furniert. Die Decken hatten eine Bergahorn-Verkleidung. Die Polster der 1. Klasse waren rot und die der 2. Klasse lichtgrün. In Tagesstellung befand sich am Fenster ein gepolsterter Sessel mit Klapptisch. Beim Herunterklappen der Liege wurde auch der Sessel geklappt. Die Wascheinrichtung war klappbar in der Abteiltrennwand untergebracht.
Als Heizung war eine Warmwasserheizung vorhanden, die eine bestimmte Innentemperatur gewährleistete. Zusätzlicher Wärmebedarf wurde durch die Heißluftheizung und die Druckbelüftungsanlage abgesichert.
Die Glühlampenbeleuchtung wurde durch zwei Querfeldgeneratoren Bauart GEZ (Typ RZG 506) hergestellt. Die Leistungsaufnahme der Beleuchtung betrug 2100 W und die der Kraftanlage 5100 W.